# マティアス・アグアーヨ
マティアス・アグアーヨ（Matias Aguayo、1973年 - ）は、チリ系ドイツ人のテクノ・プロデューサー、DJ。
アグアーヨは、ドイツのグンマースバッハで育った。1997年、マイケル・メイヤーとプロジェクト名「ツィムト (Zimt)」で活動し、Ladomat 2000というレーベルからデビュー・シングル「U.O.A.A.」をリリースした。その後まもなくして、ディルク・レイアーズとプロジェクト「クローザー・ムジーク (Closer Musik)」を結成。2004年にグループは解散し、アグアーヨはアルバム『Are You Really Lost?』でソロ・キャリアをスタートさせた。
2006年、アグアーヨは南米のさまざまな主要都市の公共スペースで予告なしに開催されたバンバンボックス・パーティー（Bumbumbox parties）における4人の主催者の1人となった。その後、パーティー主催者は南米のプロデューサーたちによる音楽をリリースすることに焦点を当てたテクノ・レーベル「Cómeme」を設立した。

## ディスコグラフィ

### アルバム
- Are You Really Lost? (2005年、Kompakt)
- 『アイ・アイ・アイ』 - Ay Ay Ay (2009年、Kompakt)
- I Don't Smoke (2011年、Kompakt) ※EP
- 『ザ・ビジター』 - The Visitor (2013年、Cómeme)
- Support Alien Invasion (2019年、Cómeme/Crammed Discs)